# Bhanga
Pour les articles homonymes, voir Bhanga (homonymie).
Bhanga (en bengali : ভাঙ্গা) est une upazila du Bangladesh dans le district de Faridpur. En 1991, on y dénombrait 214 702 habitants.